# 波洛克 (密蘇里州)
波洛克（英語：Pollock）是位於美國密蘇里州沙利文縣的村。

## 人口
根據2020年美國人口普查的數據，波洛克的面積為0.43平方千米，皆為陸地。當地共有人口46人，而人口密度為每平方千米107人。